# Josse Lieferinxe

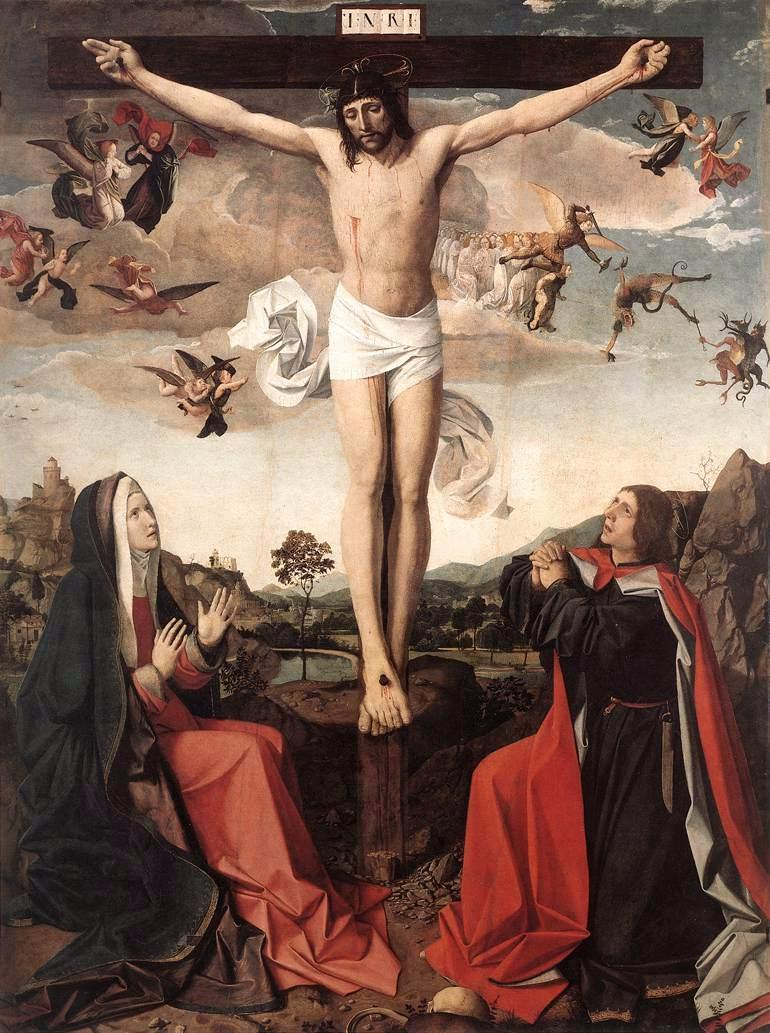
Kreuzigung, um 1500 (Louvre, Paris)

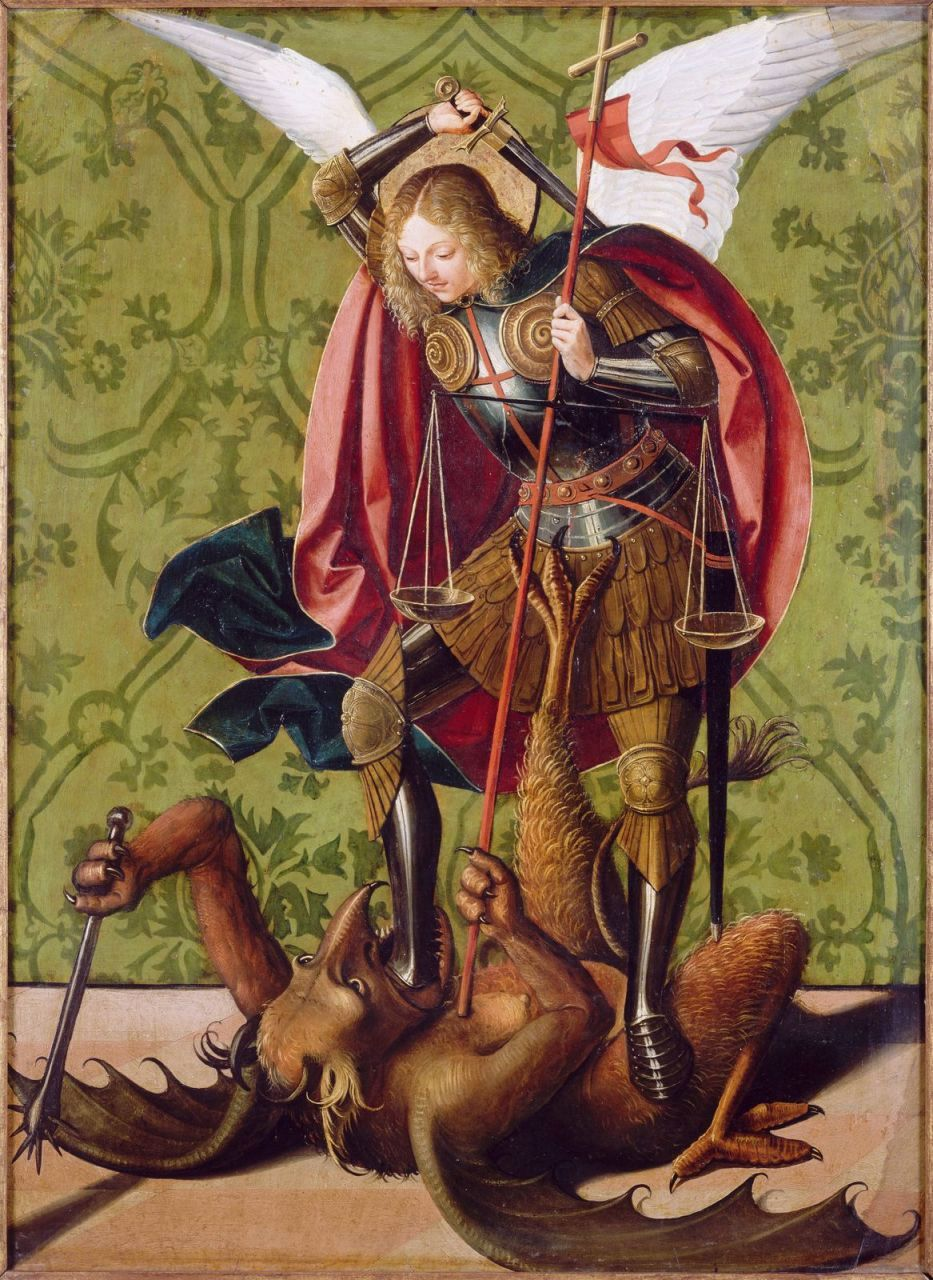
Erzengel Michael überwindet den Drachen (Musée du Petit Palais, Avignon)

Josse Lieferinxe († vor 1508 in Marseille) war ein französischer Maler flämischer oder picardischer Herkunft. Er gehörte der provenzalischen Schule des 15. Jahrhunderts an und war zwischen 1493 und 1505 aktiv.
Er wurde vermutlich im Erzbistum Cambrai, in der damals unter burgundischer Herrschaft stehenden Grafschaft Hennegau geboren. In der Provence war er seit 1493 als „picardischer“ Maler bekannt, vor allem in Avignon und Marseille. Er war, nach den gleichfalls aus Nordfrankreich und Südflandern stammenden Barthélemy d’Eyck und Enguerrand Quarton, der letzte große Künstler der Schule von Avignon. 1503 heiratete er Michèle Changenet, die Tochter des Malers Jean Changenet, der in Avignon ebenfalls als großer Meister dieser Epoche gilt. Lieferinxe wird 1505 zum letzten Mal lebend erwähnt und verstarb noch vor 1508.
Bevor er eindeutig vom Kunsthistoriker Charles Sterling (1901–1991) identifiziert werden konnte, war Josse Lieferinxe als „Meister des Saint Sebastian“ bekannt. Für die Notre-Dame-des-Accoules in Marseille malte er 1497 den Altaraufsatz Saint Sébastien et Saint Roch protecteurs contre la Peste. Zu der Altarwand gehören insgesamt acht Tafelbilder, die heute in mehreren verschiedenen Museen zerstreut sind.

## Werke (Auswahl)
- Entwurf einer Tapisserie mit Szenen aus dem Leben des hl. Quentin, 2. Hälfte des 15. Jahrhunderts (2,5 × 7,3 m, Wolle-Seide-Gewebe; Paris, Louvre, Inv. Nr. MRR 825)[2]
- Abraham und die drei Engel, um 1495/1500 (47 × 67,3 cm, Öl auf Holz; Denver, Denver Art Museum, Inv. Nr. 1961.158)[3]
- Retabel des heiligen Sebastian, um 1497
  - Sebastian vor Maximian und Diokletion (81 × 56 cm, Öl auf Holz; Sankt Petersburg, Eremitage, Inv. Nr. 6745)[4]
  - Sebastian zerstört die Götzenbilder (81,6 × 54,6 cm, Öl auf Holz; Philadelphia, Philadelphia Museum of Art, Inv. Nr. Cat. 765)[5]
  - Der heilige Sebastian wird mit Pfeilen beschossen (81,3 × 54,9 cm, Öl auf Holz; Philadelphia, Philadelphia Museum of Art, Inv. Nr. Cat. 766)[6]
  - Sebastian wird von Irene gepflegt (81,3 × 54,8 cm, Öl auf Holz; Philadelphia, Philadelphia Museum of Art, Inv. Nr. Cat. 767)[7]
  - Martyrium des heiligen Sebastian (82,5 × 55,2 cm, Öl auf Holz, Philadelphia, Philadelphia Museum of Art, Inv. Nr. Cat. 768)[8]
  - Sebastian bittet für die Pestkranken (Baltimore, Walters Art Museum, Inv. Nr. 37.1995)[9][10]
  - Pilger am Grab des heiligen Sebastian (Rom, Galleria Nazionale d’Arte Antica)
- Kreuzigung aus dem Parlament in Dijon, um 1500 (1,7 × 1,26 m, Öl auf Nussbaum; Paris, Louvre, Inv. Nr. RF 1962 1)[11]
- Marienretabel, um 1497/1508
  - Verkündigung (Avignon, Musée du Petit Palais, Inv. Nr. 10)
    - Rückseite: Beschneidung

  - Geburt Christi (38,5 × 47,5 cm, Öl auf Nussbaum; Paris, Louvre, Inv. Nr. RF 966)[12]
    - Rückseite: Hl. Bischof

  - Heimsuchung (38,7 × 47,2 cm, Öl auf Nussbaum; Paris, Louvre, Inv. Nr. RF 1991 12)[13]
    - Rückseite: Hl. Lucia

  - Vermählung Mariens (80 × 60 cm; Brüssel, Königliche Museen der Schönen Künste, Inv. Nr. 3045)[14]
  - Mariä Himmelfahrt (82,8 × 61,1 cm, Öl auf Nussbaum; Paris, Louvre, Inv. Nr. RFML.PE.2018.60.1)[15][16]
    - Rückseite: Hl. Ivo
- Ecce Homo (Mailand, Pinacoteca Ambrosiana)
- Beweinung (Antwerpen, Königliches Museum der Schönen Künste)
- Erzengel Michael bezwingt den Drachen (Avignon, Musée du Petit Palais, Inv. Nr. 22648)
  - Rückseite: Hl. Katharina